# 森特波斯特鎮區 (阿肯色州克利本縣)
森特波斯特鎮區（英語：Center Post Township）是位於美國阿肯色州克利本縣的一個行政鎮區。

## 地方資料
森特波斯特鎮區的面積為74.80平方千米，當中陸地面積為73.37平方千米，而水域面積為1.43平方千米。根據2010年美國人口普查的數據，當地共有人口554人，而人口密度為每平方千米7.41人。